# Semiothisa praeflavida
Semiothisa praeflavida är en fjärilsart som beskrevs av Paul Dognin 1924. Semiothisa praeflavida ingår i släktet Semiothisa och familjen mätare. Inga underarter finns listade i Catalogue of Life.